# نادي كرة القدم بالحمامات
نادي كرة القدم بالحمامات، هو فريق كرة قدم تونسي تأسس سنة 2001 بولاية الحمامات من الساحل التونسي. الملعب الرسمي للفريق هو الملعب البلدي بالحمامات. ينافس النادي حاليا في الرابطة التونسية المحترفة الثانية لكرة القدم.

## الطاقم الإداري

### الرؤساء
- 2003-2005 : رمضان بوذينا
- 2005-2009 : عبد القادر صالح
- 2009-2011 : حمدي الغمبري
- 2011-2013 : عبد القادر صالح
- 2013-الآن: أحمد الشعباني

### المدربين
- 2003-2005 : حمدي الغمبري
- 2005-2006 : عمار حسيب
- 2006-2008 : حمدي الغمبري
- 2008-2009 : حبيب الجندوبي
- 2009-2010 : فيصل المكي
- 2010-2011 : عمر دربالة
- 2011-2013 : حمدي الغمبري
- 2013-2015 : نبيل الفرشيشي
- 2015-2016 : حسان القابسي
- 2016 : ناجي جراد